# Fintice
Fintice est un village de Slovaquie situé dans la région de Prešov.

## Histoire
Première mention écrite du village en 1272.

## Démographie

### Évolution de la population
| Année:               | 1994. | 2004.    | 2014.    | 2024.    |
| -------------------- | ----- | -------- | -------- | -------- |
| Nombre de personnes: | 1455  | 1676     | 1942     | 2550     |
| Différence:          |       | +15,18 % | +15,87 % | +31,30 % |

| Année:               | 2023. | 2024.   |
| -------------------- | ----- | ------- |
| Nombre de personnes: | 2445  | 2550    |
| Différence:          |       | +4,29 % |